# Mário Figueira Fernandes
Mário Figueira Fernandes (en rus: Марио Фигейра Фернандес; São Caetano do Sul, 19 de setembre de 1990) és un jugador professional de futbol brasiler, de nacionalitat russa, que actualment juga com a lateral dret al CSKA de Moscou.
Va aconseguir la ciutadania russa el 13 de juliol de 2016, permetent-li jugar amb la selecció russa. El seu germà petit, Jô, també és jugador de futbol.

## Biografia

### Grêmio
Fernandes va fitxar pel Grêmio el març de 2009, signant un contracte fins al 2014. Pocs dies després, la policía brasilera va rebre la notificació que el jugador havia desaparegut. Fernandes va aparèixer uns dies més tard a l'Estat de São Paulo, després d'haver retirat diners a Londrina, Porto Alegre i Florianópolis. Fernandes va debutar en un partit contra l'Sport Recife el 28 de juny de 2009. Finalment, va aconseguir establir-se com el lateral dret titular del Grêmio.

### CSKA Moscou
El 25 d'abril de 2012, el president del Grêmio va anunciar que havien arribat a un acord amb el CSKA de Moscou pel traspàs de Fernandes per 15 milions d'euros. El CSKA va anunciar que Fernandes arribaria a l'equip el 4 de maig de 2012.
La temporada 2013-14, el jugador brasiler va patir una lesió que el va deixar aturat durant 4 mesos de la temporada.
El 29 de juny de 2017 Fernandes va signar un nou contracte amb el CSKA, allargant la seva estada a l'equip rus fins l'estiu de 2022.

### Internacional

#### Brasil
El 2011, Fernandes va ser cridat per la selecció brasilera per disputar el Superclásico de las Américas, convocatòria que va declinar per "problemes personals". Finalment, Fernandes va disputar un partit amistós, el 14 d'octubre de 2014, en el qual Brasil es va imposar, per 4-0, a la selecció japonesa.

#### Rússia
Després d'aconseguir la ciutadania russa, Fernandes va ser convocat per disputar un amistós de la selecció russa contra Turquia, disputat el 31 d'agost de 2016, i Ghana, disputat el 6 de setembre del mateix any. No obstant, com que només era jugador del CSKA de Moscou des de l'abril de 2012, encara no havia viscut els cinc anys necessaris per ser elegible membre de la selecció, categoria que aconseguiria l'abril de 2017.
El 23 de març de 2017 es va anunciar que debutaria amb la selecció Russa el 24 de març d'aquell any en un amistós contra Costa d'Ivori. Tot i que no va participar en aquell partit, el 7 d'octubre va debutar amb la selecció russa en un amistós contra Corea del Sul.
L'11 de maig de 2018 va entrar a la primera convocatòria de Rússia per la Copa del Món de Futbol de 2018. El 3 de juny següent va ser inclòs a la llista definitiva per disputar el Mundial de Rússia.

## Palmarès

### Clubs
Grêmio
- Campionat gaúcho (1): 2010

CSKA Moscou
- Premier League russa (3): 2012–13, 2013–14, 2015–16
- Copa russa (1): 2012–13
- Supercopa russa (1): 2014

Brasil
- Superclásico de las Américas (1): 2014

### Individual
- Bota de plata: 2011
- Equip del campionat gaúcho de 2010